# 日高奈留美
日高 奈留美（ひだか なるみ、1968年2月25日 - ）は、日本の女優、声優。劇団青年座所属。東京都出身。

## 来歴
子供の頃から大きく通る声で、学校で劇団四季の子供ミュージカルを見るなど刺激を受け、中学校では演劇部に入部、高校で芝居の道に進むことを決め、卒業前にクラシックバレエを始めた。共立女子短期大学家政科卒業後に青年座研究所14期として入所。そこでは様々なプログラムが終日続いたが、好きな芝居を楽しくやれたため、苦労や辛さはほとんどなかった。1990年4月1日、その年の青年座の演目は12、3歳の少女が主役であったことから主演を務めた。
声優を始めた頃はタイミングを合わせることばかり考えており、演技をどうこうするまで頭が回らず、自分が思うような芝居ができなかったが、初レギュラーの『名犬ラッシー』で考えが変わる。初主役で台詞量も今までよりずっと多く、相手役のラッシーが犬なため1人で喋っている感覚での演技は結構な緊張と疲労で集中力が無くなり、最初の頃は収録するうちにどんよりしていた。事前に演技の予習をしてもいざ収録に臨むと忘れてしまい色々焦るうちにとりとめのない演技になっていた。話が進むごとに周りにベテラン陣に支えられて声だけで演じる違和感も薄らぎ、キャラクターに感情移入して自然と自分とアニメが同化していくのがわかり、抱えていたモヤモヤはなくなった。そしてあるとき、収録で見ている画面と別の画が頭に中に突然見える瞬間があり、この面白さを感じたのを機に芝居もアニメも区別することなく1つなんだと確信、声優への先入観がひっくり返った。

## 人物
趣味はテディーベア作り、ネットサーフィン、スキー、ウェイクボード。
青年座入団後すぐに結婚、娘がいる。

## 出演
太字はメインキャラクター。

### テレビアニメ
1992年
- おにいさまへ…（バスケ部員）

1993年
- 機動戦士Vガンダム（ミリエラ・カタン）
- それいけ!アンパンマン（ブロッコリィちゃん〈初代〉）
- 楽しいウイロータウン（ラッツ）

1994年
- 機動武闘伝Gガンダム（アレンビー・ビアズリー）

1995年
- 怪盗セイント・テール（美果子）

1996年
- 機動新世紀ガンダムX（ローザ・インテンソ）
- こちら葛飾区亀有公園前派出所（1996年 - 1997年、角田ひろみ〈初代〉、純平〈初代・3代目〉、子供）
- 天空のエスカフローネ（エリヤ）
- 名犬ラッシー（ジョン・キャラクロー）
- 名探偵コナン（1996年 - 2000年、杉田早苗、荒井真佐子）

1997年
- 超魔神英雄伝ワタル（ヒート）

1998年
- ガサラキ（鏑木かほる、渡辺三富）
- センチメンタルジャーニー（沙樹）
- ブレンパワード（源野三尾）
- MASTERキートン（ローザ〈ハンナ〉）
- ロスト・ユニバース（ジュリ、メリーナ）

1999年
- Petshop of Horrors（ナンシー・グレイスン）
- 爆球連発!!スーパービーダマン（青木）

2000年
- 週刊ストーリーランド 絶滅の島（カオリ）

2001年
- Z.O.E Dolores, i（ノエル・リンクス）
- はじめの一歩（ミユキ）
- ちびまる子ちゃん（アリ）

2002年
- 藍より青し（2002年 - 2003年、幼少の薫） - 2シリーズ
- 十二国記（沃飛、店屋の妻）
- ポケットモンスター（ジンジー）

2003年
- 人間交差点（鈴木町子）

2006年
- 蟲師（たがね）

2007年
- スーパーロボット大戦OG -ディバイン・ウォーズ-（2007年 - 2010年、リューネ・ゾルダーク） - 2シリーズ

### OVA
- ヴァリアブル・ジオ（1997年、VG選手の少女）
- ノンタンといっしょ 新おべんきょうシリーズ（1997年、まる）
- ジオブリーダーズ（1998年 - 2010年、姫萩夕） - 2作品
- 真ゲッターロボ 世界最後の日（1998年、早乙女元気 / 渓）
- 鉄拳-TEKKEN-（1998年、ミシェール・チャン）

### Webアニメ
- FLAG（2006年、クリス・エバーソルト[16]）

### ゲーム
1996年
- スーパーロボット大戦シリーズ（1996年 - 2016年、リューネ・ゾルダーク） - 12作品
- 新スーパーロボット大戦（ミリエラ・カタン、アレンビー・ビアズリー）
- BSスプリガン・パワード（リカート）
- ブルーブレイカー 〜剣よりも微笑みを〜（カルミー）

1997年
- 天外魔境 第四の黙示録（リンダ）
- 天空のエスカフローネ（レフィーヌ）
- 魔法少女プリティサミー 恐るべし身体測定！核爆発5秒前！（健康女）

1998年
- スーパーロボット大戦F完結編（リューネ・ゾルダーク、アレンビー・ビアズリー）

1999年
- SDガンダム GGENERATION（1999年 - 2020年、ミリエラ・カタン、アレンビー・ビアズリー） - 11作品
- スーパーヒーロー作戦（アレンビー・ビアズリー）
- 勇者王ガオガイガー BLOCKADED NUMBERS（風祭スミレ）

2000年
- スーパーロボット大戦α / α for DC（2000年 - 2001年、リューネ・ゾルダーク、ミリエラ・カタン） - 2作品
- NEUES（メイファ・ラング）

2001年
- てんたまシリーズ（小高真央）

2002年
- スーパーロボット大戦シリーズ（2002年 - 2019年、アレンビー・ビアズリー） - 5作品

2007年
- Another Century's Episode 3 THE FINAL（渓）

2012年
- スーパーロボット大戦シリーズ（2012年 - 2019年、渓） - 6作品

2009年
- 機動戦士ガンダム ガンダムVS.ガンダムNEXT（アレンビー・ビアズリー）

2014年
- 機動戦士ガンダム エクストリームバーサス（2014年 - 2016年、アレンビー・ビアズリー） - 3作品

2018年
- 機動戦士ガンダム エクストリームバーサス2（2018年 - 2025年、アレンビー・ビアズリー） - 4作品

2020年
- スーパーロボット大戦DD（2020年 - 2024年、渓、リューネ・ゾルダーク）

2021年
- スーパーロボット大戦30（ミリエラ・カタン、渓）

2023年
- 機動戦士ガンダム アーセナルベース（アレンビー・ビアズリー）

### ドラマCD
- ブルーブレイカー 〜剣よりも微笑みを〜（1997年、カルミー）
- 鉄拳 アナザーストーリー（1998年、ミシェール・チャン）
- スーパーロボット大戦 ORIGINAL GENERATION THE SOUND CINEMA（2005年、リューネ・ゾルダーク）

### 吹き替え

#### 映画
- シャーロットのおくりもの
- レッドナイト（2004年、ジゼラ〈エマニュエル・ドゥヴォス〉）

#### ドラマ
- 素晴らしき日々（1992年、ボニー・ダグラス）
- 世にも不幸せな物語

### テレビドラマ
- 命の旅路
- 外科医有森冴子
- フラワー・プリンセス
- 銀狼怪奇ファイル（看護婦）

### 映画
- 学校（職員）
- ゲロッパ!（田中支配人の妻）
- 釣りバカ日誌15 ハマちゃんに明日はない!?

### CM
- エリエール
- リョービ
- マクドナルド
- ロッテ ブラボのガム

### 舞台
- 希望（おひろ）
- サーカス物語（エリ）
- バーバパパ（馬場ララ）
- シンクロナイズド・ウォーキング（イシ）

### シリーズ一覧
1. ↑  第1期（2002年）、第2期『〜縁〜』（2003年）
2. ↑  『-ディバイン・ウォーズ-』（2007年）、続編『-ジ・インスペクター-』（2010年）
3. ↑  『第4次S』『魔装機神』（1996年）、『コンプリートボックス』（1999年）、『α外伝』（2001年）、『ORIGINAL GENERATIONS』『OG外伝』（2007年）、『OGサーガ 魔装機神 DS版』（2010年）、『OGサーガ 魔装機神 PSP版』『魔装機神II』（2012年）、『INFINITE BATTLE』[17]『魔装機神III』[18]（2013年）、『ムーン・デュエラーズ』（2016年）
4. ↑  『ZERO』（1999年）、『F』（2000年）、『F.I.F』（2001年）、『NEO』（2002年）、『SEED』（2004年）、『PORTABLE』（2006年）、『SPIRITS』（2007年）、『WARS』（2009年）、『WORLD』（2011年）、『OVER WORLD』（2012年）、『CROSSRAYS』（2020年）
5. ↑  『IMPACT』（2002年）、『MX』（2004年）、『MX ポータブル』（2006年）、『A PORTABLE』（2008年）、『T』（2019年）
6. ↑  『第2次Z再世篇』（2012年）、『Operation Extend』（2013年）、『第3次Z時獄篇』（2014年）、『第3次Z天獄篇』（2015年）、『V』（2017年）、 『X-Ω』（2019年）
7. ↑  『フルブースト PS3版』（2014年）、『マキシブースト』（2014年）、『マキシブースト ON』（2016年）
8. ↑  『エクストリームバーサス2』（2018年）、『クロスブースト』（2021年）、『オーバーブースト』（2023年）、『インフィニットブースト』（2025年）